# Hydriomena midaria
Hydriomena midaria là một loài bướm đêm trong họ Geometridae.